# HD12904
HD12904 — хімічно пекулярна зоря спектрального класу A9, що має видиму зоряну величину в смузі V приблизно  8,7.
Вона  розташована на відстані близько 1655,6 світлових років від Сонця.